# Marchesato del Monferrato
Il marchesato del Monferrato fu un antico Stato italiano preunitario, sorto nell'XI secolo quando la Marca Aleramica, gestita sino allora consortilmente fra tutti i discendenti  di Aleramo, venne ripartita fra i marchesi del Monferrato e i marchesi di Savona. Fu governato dalle dinastie Aleramici di Monferrato, Paleologi e Gonzaga. Terminò nel 1574 quando, incorporato ai domini gonzagheschi, fu elevato a ducato.
La sua geografia territoriale del tutto irregolare, e la mancanza sia di una grande capitale urbana sia di una corrispondente circoscrizione ecclesiastica che ne corroborasse l'identità, testimoniano come questo Stato ebbe origine dalle logiche feudali dell'Alto Medioevo, pur sopravvivendo per tutta l'età comunale e arrivando a convivere con le famose signorie italiane rinascimentali.
Per la maggior parte della sua esistenza, il marchesato fu suddiviso in due grandi aree separate: quella settentrionale, compresa tra le attuali province di Vercelli, Alessandria, Torino e Pavia, e quella meridionale, compresa tra quelle di Alessandria, Savona, Asti e Cuneo.

## Origine del nome
Il toponimo Monteferrato viene menzionato per la prima volta in un atto del 909 di Berengario del Friuli, ma il suo significato è ignoto: secondo varie ipotesi potrebbe significare "Territorio del farro", "Territorio del ferro" o "Territorio dei Frati"; di fronte all'improbabilità di queste possibilità, il professor Geo Pistarino presenta due ipotesi contrapposte: Monferrato potrebbe sia indicare un territorio degradato e incolto (ipotizzando l'esistenza della voce medio-latina feratus, derivante da feralis), sia un territorio precedentemente incolto, ma rimesso a frutto (considerando ferratus come participio di ferre, con il significato di produrre).

## Storia

### Le origini

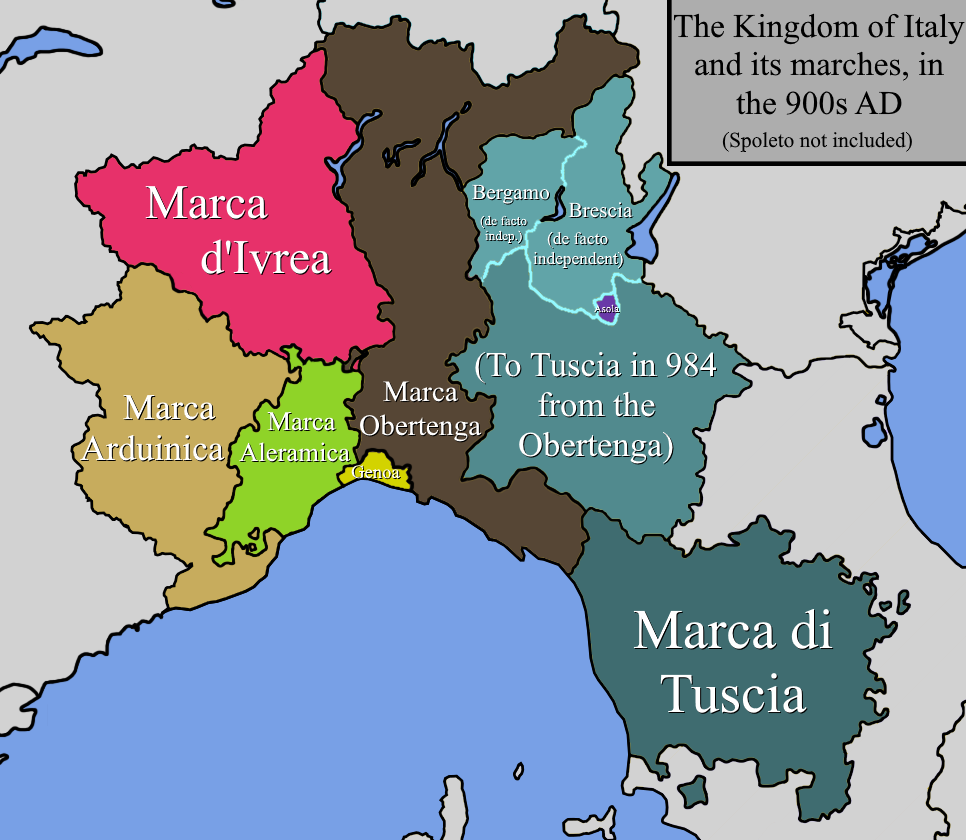
La marca d'Ivrea e le tre nuove marche istituite da Berengario II

Il marchesato del Monferrato ebbe origine dalla dissoluzione della Marca aleramica, concessa nel 958 dal re d'Italia Berengario II al cavaliere Aleramo, le cui origini misteriose sono forse da ricercare nel casato di Troyes.
La marca venne gestita in modo consortile fino alla fine del XI secolo, quando gli aleramici Bonifacio e Ranieri stabilirono una precisa ripartizione del territorio, con il primo che diventò marchese del Vasto, il territorio meridionale comprendente Savona, e il secondo marchese del Monferrato, il territorio settentrionale.

### Gli Aleramici
Il marchese Guglielmo V, figlio di Ranieri, governò durante l'età comunale e tentò di accrescere il prestigio del suo casato schierandosi in favore del Sacro Romano Impero. In seguito alla distruzione di Milano da parte di Federico Barbarossa, i comuni del nord Italia formarono la Lega Lombarda e dichiararono guerra all'Imperatore usurpando il suo esclusivo potere di istituire nuove città: il borgo monferrino di Rovereto fu trasformato in Alessandria. Dopo alcuni insuccessi militari, come quello di Mombello del 1172, Guglielmo V accompagnò il Barbarossa nell'assedio di Alessandria, ma un'ulteriore sconfitta lo spinse a rivolgere le sue ambizioni verso l'Oltremare, e a tal proposito si impegnò perché i suoi figli ne diventassero importanti esponenti, ma i quattro ebbero sorti avverse. 
Guglielmo sposò Sibilla, erede al trono di Gerusalemme, ma morì probabilmente di malattia pochi mesi dopo il matrimonio, prima della nascita del figlio Baldovino. Ranieri, sposò la principessa bizantina Maria Comnena, figlia del basileus Manuele I, e divenne governatore di Tessalonica, ma venne imprigionato, e successivamente avvelenato, da Andronico I Comneno durante il massacro dei Latini. Corrado diventò marchese del Monferrato nel 1186, dopo che suo padre Guglielmo V lasciò il Monferrato per assistere il nipote Baldovino, che era diventato Re di Gerusalemme. L'anno successivo, in seguito alla disfatta dei crociati nella battaglia di Hattin e alla caduta di Gerusalemme, il marchese rispose all'appello di papa Clemente III e prese parte alla terza crociata, sbarcando a Tiro; Corrado difese strenuamente la città dall'assedio del Saladino, e ne fu nominato signore dopo la riconquista di Acri. L'impresa conferì a Corrado grande valore, tanto che, dopo la morte della regina Sibilla, Baliano di Ibelin lo scelse come marito di Isabella, la legittima erede dello Stato crociato. Pochi giorni dopo l'incoronazione, tuttavia, Corrado fu fatto assassinare da Riccardo Cuor di Leone, sostenitore di Guido di Lusignano. 
Bonifacio I fu nominato marchese dopo la partenza di Corrado, ma nel 1201 fu chiamato a guidare la quarta crociata, che sfociò nell'assedio latino di Costantinopoli; sfiorata la nomina a Imperatore latino di Costantinopoli, Bonifacio ottenne il regno di Tessalonica, ma pochi anni più tardi venne ucciso in un'imboscata tesagli dai Bulgari dello zar Kalojan. I suoi figli Guglielmo VI e Demetrio progettarono una spedizione per riottenere il controllo del regno di Tessalonica, ma poco dopo lo sbarco in Grecia il loro esercito fu annientato da un'epidemia di dissenteria. 

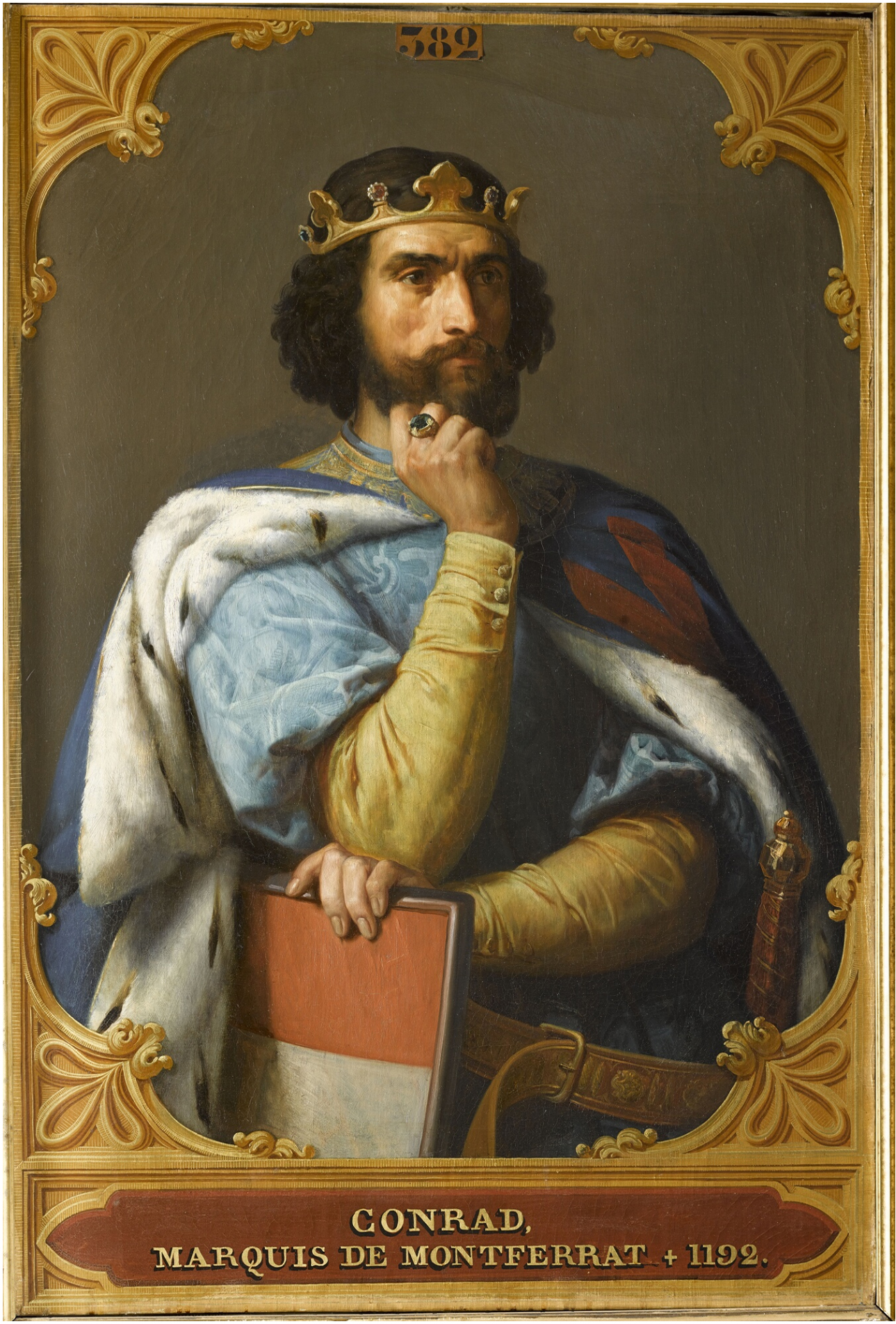
Ritratto del re e marchese Corrado degli Aleramici, François-Édouard Picot

In seguito a queste sventurate vicende i discendenti di Bonifacio furono costretti ad abbandonare i sogni di gloria in Oriente. Lo scenario politico italiano del XIII secolo fu caratterizzato dal conflitto tra guelfi e ghibellini, e i marchesi di Monferrato si distinsero per una politica opportunistica, caratterizzata da brevi alleanze con entrambe le parti. Bonifacio I, Guglielmo VI e Bonifacio II si concentrarono principalmente a contenere i comuni di Asti e Alessandria, che accrescevano continuamente la loro potenza ai danni del marchesato, ma ebbero scarso successo. Nel 1253, pochi giorni prima della sua morte, Bonifacio II fu insignito da Corrado IV di Svevia del dominio sul potente comune di Casale Sant'Evasio. Fu suo figlio Guglielmo VII a riconquistare per il Monferrato un ruolo centrale nella geopolitica italiana: cominciò il suo governo alleato con la parte guelfa, conquistò rapidamente Nizza della Paglia e rivolse le sue mire espansionistiche verso Ivrea e il Canavese; tuttavia, l'enorme potere che stava convergendo nelle mani del conte di Provenza Carlo I d'Angiò, il quale in pochi anni sottomise numerosi comuni del Piemonte meridionale e conquistò il Regno di Sicilia, convinse Guglielmo ad allearsi con i ghibellini, sposando Beatrice, figlia di Alfonso X, re di Castiglia e pretendente al trono imperiale. Quando anche Ivrea, nel 1271, fece atto di dedizione a Carlo I d'Angiò, il marchese si convinse alla guerra e, alleato dei comuni di Asti, Genova e Pavia, ottenne una decisiva vittoria presso Roccavione, estromettendo gli Angioini dal Piemonte e ottendendo il controllo di Trino e Torino. 
Negli anni successivi, Guglielmo VII fu nominato signore e capitano di diversi comuni, tra i quali Vercelli, Alessandria, Asti, Genova, Pavia, Milano, Brescia, Cremona e Lodi, diventando il principale esponente italiano della parte ghibellina. La sua egemonia militare, però, non era destinata a durare: i nobili astigiani furono i primi a ribellarsi, seguiti da Tommaso III di Savoia, che, considerandosi il legittimo sovrano di Torino, se ne riappropriò imprigionando Guglielmo mentre attraversava le Alpi per recarsi dal suocero Alfonso di Castiglia; fu poi il turno dei Visconti, che lo estromisero dalla signoria di Milano. La precipitosa rovina del suo potere sembrò rallentare con la conquista di Alba e il matrimonio di sua figlia Violante con l'imperatore bizantino Andronico II Paleologo, ma anche Alessandria, corrotta dagli astigiani con l'enorme somma di 85.000 fiorini d'oro, si rivoltò. Nel 1290 Guglielmo si spinse in armi fino alla città ottenendo la capitolazione degli alessandrini, ma questi lo imprigionarono disonorevolmente durante le trattative di resa e lo lasciarono morire di fame rinchiuso in una gabbia di ferro. La morte improvvisa del principale comandante militare del nord Italia lasciò un gran numero di comuni indifesi; alcuni di questi si rivolsero ai Savoia (rappresentati in Italia dal ramo cadetto degli Acaja), ma la maggior parte fu sottomessa da Matteo I Visconti.
Giovanni I del Monferrato, figlio di Guglielmo VII, stringendo alleanza con Manfredo IV di Saluzzo e Carlo II d'Angiò, continuò la guerra del padre contro Alessandria, contribuì all'estromissione da Milano dei Visconti in favore dei Della Torre e, soprattutto, conquistò Asti, dove si stabilì. Nel 1305, solamente due anni dopo la sottomissione di Asti, Giovanni si ammalò gravemente e morì, senza aver generato eredi. L'estinzione della linea ottoniana della dinastia aleramica lasciò la successione del marchesato nell'incertezza: Manfredo IV di Saluzzo, giustificato dagli accordi presi dal suo antenato Manfredo III di Saluzzo con Bonifacio II, e Carlo II d'Angiò strinsero un patto di spartizione delle terre monferrine, istituendo i parlamenti cittadini per assicurarsi la fedeltà dei nuovi sudditi.

### I Paleologi

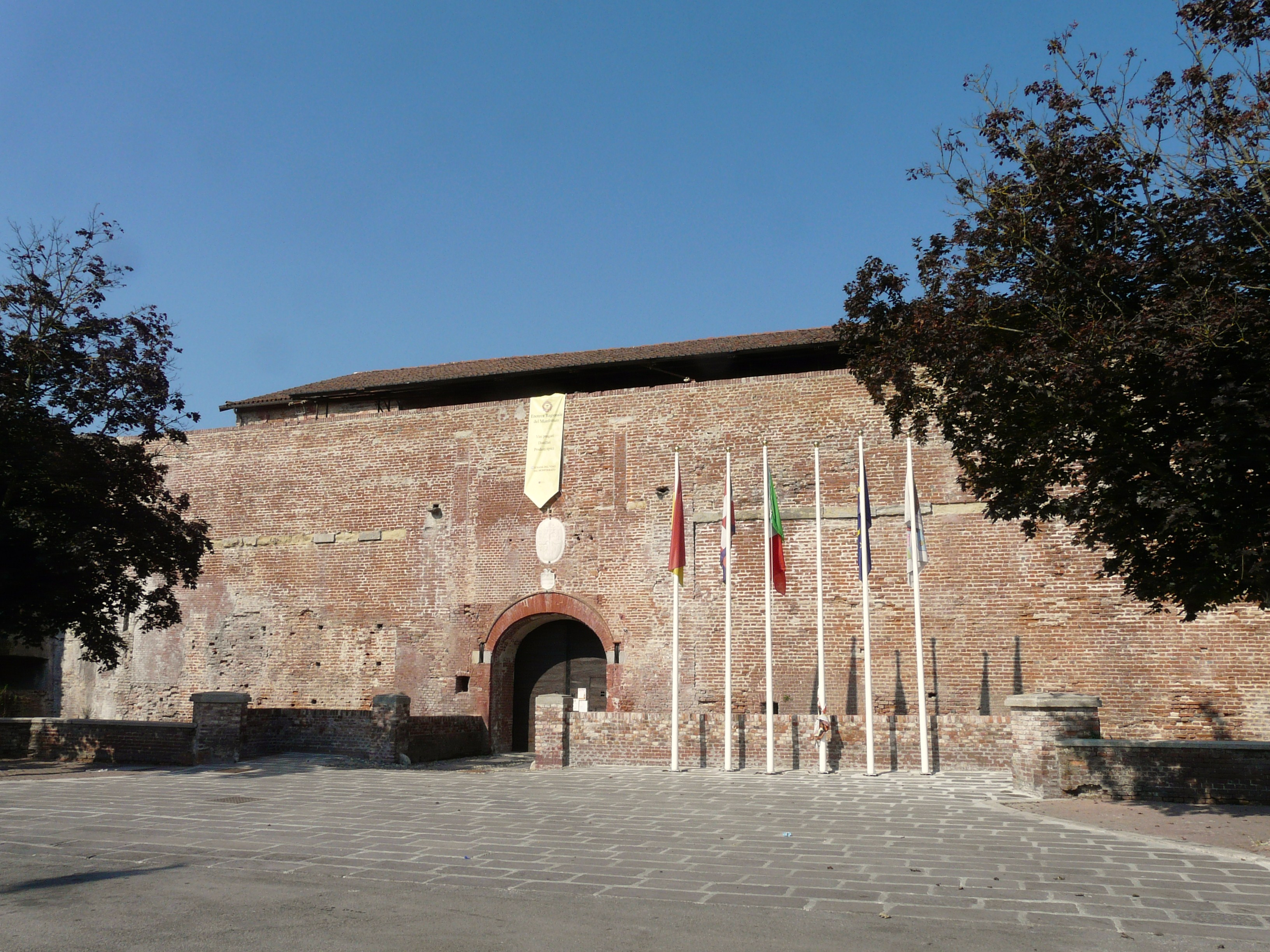
Il castello dei Paleologi a Casale Monferrato

Giovanni I, tuttavia, nel suo testamento aveva fatto ricorso alla legge semisalica, tramite la quale designava suo erede il principe bizantino Teodoro Paleologo, figlio di sua sorella Violante.
Teodoro Paleologo sbarcò a Genova nel 1306 e si assicurò l'alleanza della Superba sposando Argentina, figlia del capitano del Popolo Opizzino Spinola. Ottenuta l'investitura ufficiale a marchese da parte dell'imperatore Enrico VII di Lussemburgo, entro il 1316 Teodoro riprese Chivasso e Casale, mentre l'Alto Monferrato continuava ad essere parte della contea angioina di Piemonte; per tutto il resto della sua vita, Teodoro preferì dedicare le sue attenzioni alla Grecia piuttosto che al Monferrato. Suo figlio Giovanni II, appena diventato marchese, diede inizio ad una serie di guerre atte a riconquistare i territori perduti: accompagnato dal cugino Ottone di Brunswick, conquistò Asti nel 1339, Ivrea nel 1344, e ottene una definitiva vittoria contro le truppe angioine nel 1345, nella battaglia di Gamenario. Il venire meno del potere angioino gli permise, negli anni successivi, di impadronirsi di molti comuni, tra cui Alba, Cuneo, Mondovì, Cherasco, Acqui Terme, Novara, Valenza e Pavia. Nel 1352, Giovanni II ordinò la costruzione di un imponente castello, a Casale.

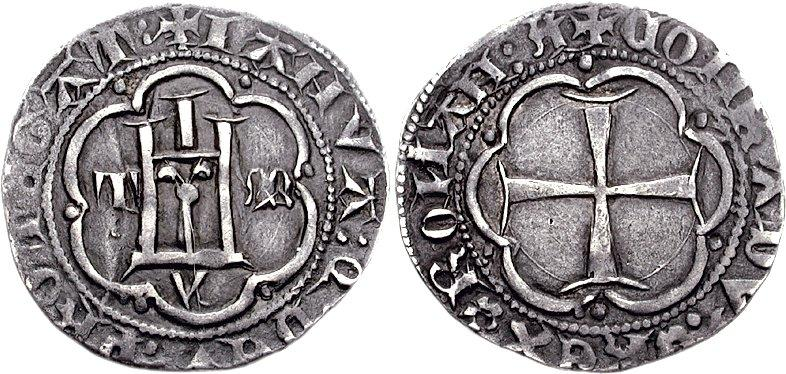
Moneta coniata da Teodoro II del Monferrato

Nei decenni successivi, le mire espansionistiche dei marchesi di Monferrato si scontrarono con quelle dei Savoia e, soprattutto, dei sempre più potenti Visconti, che entro il 1370 si impadronirono di gran parte delle conquiste di Giovanni II e anche di Casale. Lo scontro con i Visconti continuò nel XV secolo: alleato del condottiero Facino Cane, nel 1404 il marchese Teodoro II riprese Casale e successivamente, occupò Milano e Genova. Nel 1427 Giovanni Giacomo del Monferrato si schierò con Venezia contro Filippo Maria Visconti, nell'ambito delle guerre di Lombardia, ma la situazione volse presto in suo sfavore: in poco tempo Casale fu occupata dalla compagnia di Francesco Sforza; rifugiatosi a Chivasso, il marchese ricevette la dichiarazione di guerra anche da parte di Amedeo VIII di Savoia. Attaccato su ogni fronte, Giovanni Giacomo fu costretto a cedere alle sue pretese: Chivasso sarebbe stata annessa al ducato di Savoia, mentre il resto del Monferrato sarebbe entrato sotto la sua protezione, diventandone una sorta di vassallo. Riottenuta a caro prezzo la pace, nel 1434 il marchese istituì Casale come capitale ufficiale del Monferrato. 
Nel 1447, la morte senza eredi di Filippo Maria Visconti e la conseguente proclamazione della Repubblica Ambrosiana da parte dei cittadini milanesi segnarono la ripresa delle ostilità, in quanto sul ducato vantavano diritti sia Carlo di Valois-Orléans che Ludovico di Savoia. Il marchese Giovanni IV, in cambio di Alessandria, si schierò in difesa dell'indipendenza del comune milanese, che aveva anche assoldato Francesco Sforza. Gli alessandrini fecero atto di dedizione a Giovanni IV nel 1449, ma l'anno successivo lo Sforza, che nel frattempo si era fatto nominare duca di Milano, fece catturare il marchese; dopo circa un anno Giovanni rinunciò ad Alessandria, e venne quindi liberato. Nel 1453, la caduta di Costantinopoli costrinse Venezia a interrompere gli scontri in Italia per concentrarsi a difendere i suoi possedimenti nel Mediterraneo; la conseguente pace di Lodi, però, fu sfavorevole verso il Monferrato, comportando solamente la restituzione dei piccoli borghi di Felizzano e Cassine, rispetto alla richiesta di Alessandria. La disastrosa situazione economica e politica del  marchesato, inoltre, lasciò quasi indifferente la corte monferrina rispetto alla destituzione dei Paleologi di Costantinopoli.
Nei decenni successivi i marchesi furono costretti a seguire una strenua politica di sopravvivenza; nel 1464, l'imperatore Federico III d'Asburgo decretò l'indipendenza del marchesato, interrompendo il rapporto di vassallaggio verso il ducato di Savoia, ma l'influenza sabauda sulla politica monferrina rimase importante. Nel 1513, durante la guerra della Lega di Cambrai, l'avvicinamento del marchese Guglielmo IX alla Francia spinse il duca Carlo II di Savoia a complottare per portare sul trono del Monferrato l'aleramico Oddone d'Incisa; scoperto l'intrigo Guglielmo IX marciò sul piccolo Marchesato di Incisa, annettendolo e condannando a morte Oddone; accusato di lesa maestà, Guglielmo venne scagionato dall'oratore monferrino Urbano da Serralunga. Nel 1533, mentre l'influenza francese sul Monferrato si accresceva sempre di più, la linea maschile dei Paleologi si estinse, con la morte di Giovanni Giorgio Paleologo. La crisi dinastica fu risolta nel 1536 dall'imperatore Carlo V d'Asburgo, che concesse il marchesato al duca di Mantova Federico II Gonzaga, che aveva sposato Margherita, figlia di Guglielmo IX, proprio per assicurarsi il Monferrato.

### I Gonzaga
I primi anni di governo sul Monferrato da parte dei Gonzaga non furono semplici, a causa delle continue guerre sul suolo italiano tra il regno di Francia e gli Asburgo: nel 1555, durante l'ultima fase di queste guerre, Casale fu occupata da truppe francesi, ma il trattato di Cateau-Cambrésis la restituì a Guglielmo Gonzaga. Uno dei primi atti del nuovo marchese fu l'abolizione dei parlamenti cittadini istituiti da Manfredo IV di Saluzzo e mantenuti dai Paleologi, ma ciò creò grande discontento, soprattutto a Casale. Dapprima Guglielmo cercò di sbarazzarsi del problema proponendo il Monferrato a Filippo II di Spagna in cambio di Cremona, ricevendo un secco rifiuto. Quindi nominò governatore del Monferrato Flaminio Paleologo, figlio illegittimo di Giovanni Giorgio Paleologo, sperando che il suo legame con la precedente dinastia potesse placare il discontento, ma ciò volse decisamente in suo sfavore quando lo stesso Flaminio fu coinvolto dalle principali famiglie di Casale in una congiura che avrebbe dovuto portare all'assassinio del marchese durante l'insediamento del vescovo Ambrogio Aldegati. Il complotto venne sventato per tempo e Flaminio fu arrestato e avvelenato, mentre tutti i rivoltosi furono cacciati da Casale. Gli esiliati trovarono rifugio presso Emanuele Filiberto di Savoia, le cui mire espansionistiche erano state attirate dalla situazione molto tesa. Nel 1573, per limitare le ambizioni del duca di Savoia sul marchesato, Guglielmo chiese a Massimiliano II d'Asburgo che i suoi domini fossero trasformati nel Granducato di Mantova e del Monferrato, ma l'imperatore, non volendo concedergli troppo potere, acconsentì solamente ad elevare il suo rango marchionale: nacque così il ducato del Monferrato. Ciò risultò assai inutile, considerando che i Savoia invasero il nuovo ducato una prima volta nel 1613, successivamente nel 1628 e lo conquistarono definitivamente durante la guerra di successione spagnola. 

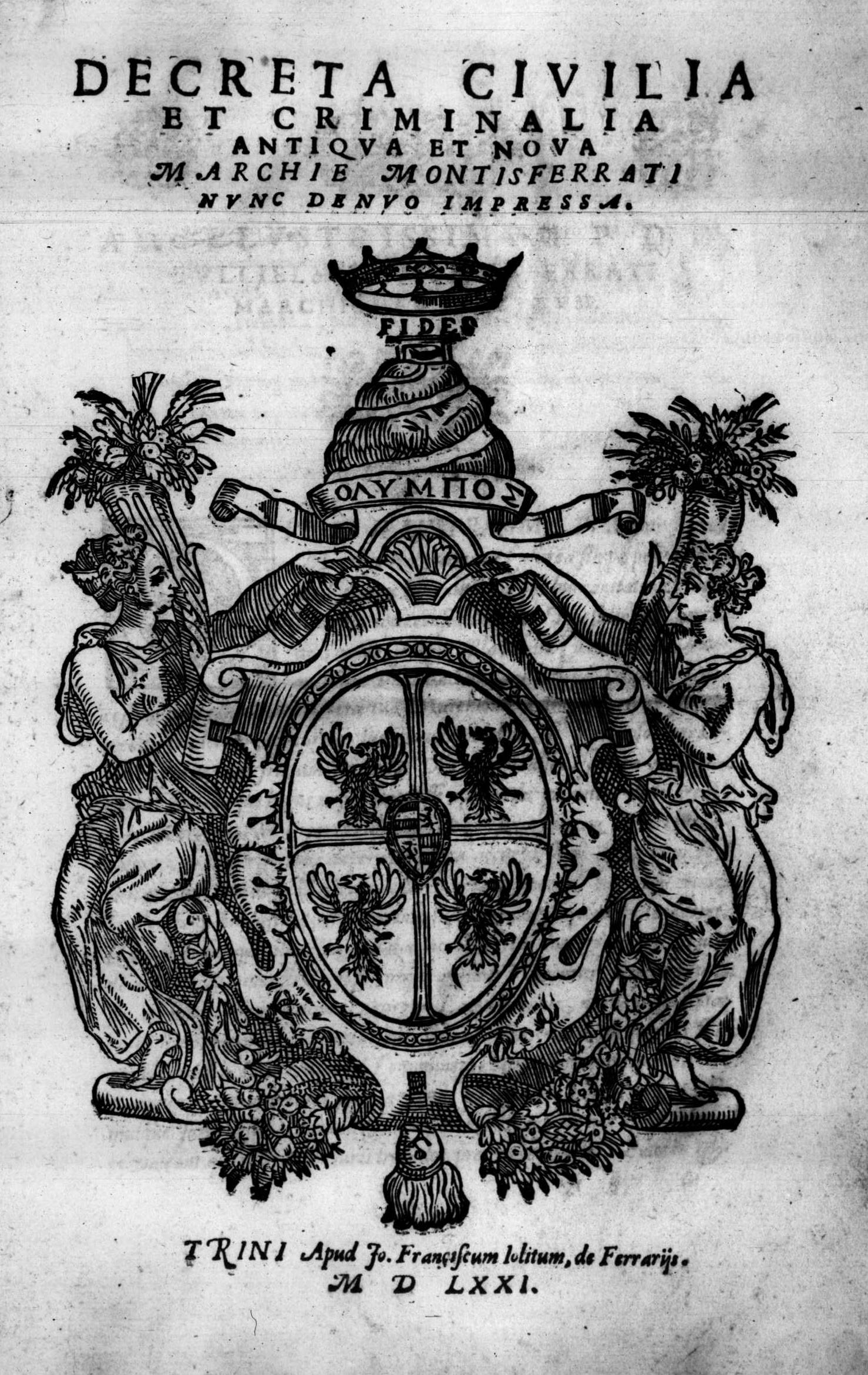
Decreti civili e penali del Marchesato del Monferrato (Decreta civilia et criminalia antiqua et nova marchie Montisferrati nunc denuo impressa), 1571

## Politica

### Lista dei marchesi

#### Marchesi del Monferrato - Aleramici (fino al 1305)
| Nome                           | Periodo     | Note                                                                                       |
| Ranieri I                      | 1100 - 1137 |                                                                                            |
| Guglielmo V il Vecchio         | 1137 - 1186 |                                                                                            |
| Corrado                        | 1186 - 1187 | Re di Gerusalemme jure uxoris dal 1190, fu assassinato prima dell'incoronazione            |
| Bonifacio I                    | 1187 - 1201 | Figlio di Guglielmo V; Re di Tessalonica dal 1204                                          |
| Guglielmo VI                   | 1201 - 1225 |                                                                                            |
| Bonifacio II il Gigante        | 1225 - 1253 | Re titolare di Tessalonica                                                                 |
| Guglielmo VII il Gran Marchese | 1253 - 1291 | Re titolare di Tessalonica; morì prigioniero di Alessandria                                |
| Giovanni I                     | 1291 - 1305 | Privo di eredi, gli succedette il nipote Teodoro Paleologo, figlio di sua sorella Violante |

#### Marchesi del Monferrato - Paleologi (1306-1540)
| Nome           | Periodo     | Note |
| Teodoro I      | 1306 - 1338 | Figlio di Violante del Monferrato, sorella di Giovanni I, e dell'imperatore bizantino Andronico II Paleologo |
| Giovanni II    | 1338 - 1372 | |
| Ottone III     | 1372 - 1378 | |
| Giovanni III   | 1378 - 1381 | Figlio di Giovanni II                                                                                        |
| Teodoro II     | 1381 - 1418 | Figlio di Giovanni II                                                                                        |
| Gian Giacomo   | 1418 - 1445 | |
| Giovanni IV    | 1445 - 1464 | |
| Guglielmo VIII | 1464 - 1483 | Figlio di Gian Giacomo                                                                                       |
| Bonifacio III  | 1483 - 1494 | Figlio di Gian Giacomo                                                                                       |
| Guglielmo IX   | 1494 - 1518 | |
| Bonifacio IV   | 1518 - 1530 | |
| Gian Giorgio   | 1530 - 1533 | Figlio di Bonifacio III                                                                                      |
| Margherita     | 1533 - 1540 | Figlia di Guglielmo IX. Dal 1536 governò insieme al consorte Federico II Gonzaga, duca di Mantova.           |

#### Marchesi del Monferrato - Gonzaga (1536-1574)
| Nome          | Periodo     | Note                                                                                     |
| Federico II   | 1536 - 1540 | Duca di Mantova; governò insieme alla moglie Margherita Paleologa                        |
| Francesco III | 1540 - 1550 | Duca di Mantova                                                                          |
| Guglielmo     | 1550 - 1574 | Duca di Mantova; figlio di Federico II; governò dal 1574 al 1587 come duca di Monferrato |

## Geografia
Il marchesato del Monferrato era situato tra il Piemonte sud-orientale e la riviera ligure. Quest'area, che prese il nome di Monferrato, si estende verso sud a partire dalla destra idrografica del Po, inoltrandosi a sud nell'Appennino ligure fino a giungere sullo spartiacque tra versante adriatico e versante tirrenico a monte della costa ligure di Genova e Savona. L'indipendenza ottenuta dalle città di Asti e Alessandria durante l'età comunale divise il territorio in due zone, una meridionale, denominata Alto Monferrato, e una settentrionale, denominata Basso Monferrato. I confini del marchesato mutarono continuamente durante la sua storia: sotto il marchese Guglielmo VII arrivò a comprendere il territorio situato tra Torino e Brescia, ma varie sconfitte militari lo ridimensionarono fino a perdere anche la città di Chivasso, una delle più importanti.

### Strada Franca

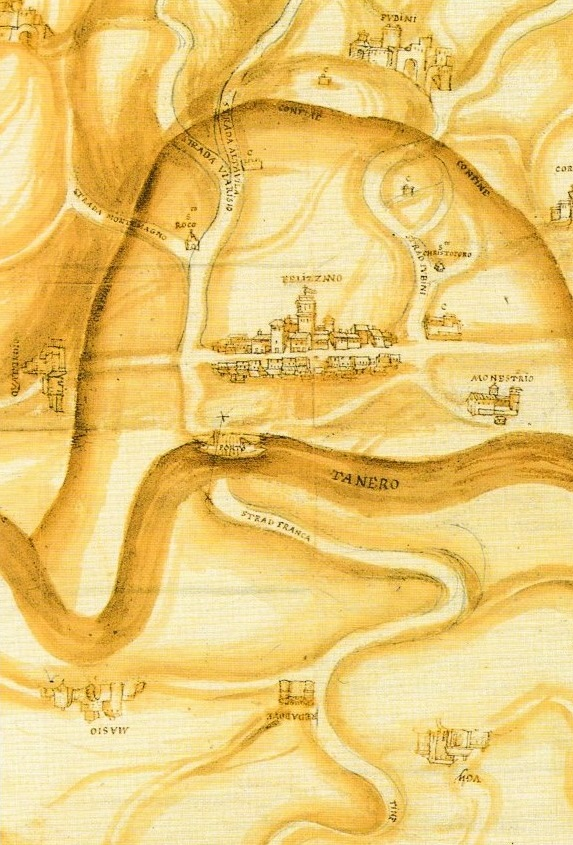
La strada franca del Monferrato

Nei primi anni del XV secolo, quando il territorio del marchesato si ritrovò suddiviso in due zone distinte e separate, il collegamento tra di loro fu ottenuto istituendo, attraverso il ducato di Milano, una cosiddetta "strada franca", vale a dire una strada su cui le persone e le merci potevano transitare senza essere assoggettate a dazi o gabelle. Il tracciato della strada, ancora al giorno d'oggi indicato da pannelli di segnalazione, partiva dal comune di Bergamasco, attraversava il comune di Masio e il fiume Tanaro, poi quello di Felizzano, infine raggiungeva nuovamente il territorio del marchesato a Fubine.

### Principali città
- Casale Monferrato (capitale dal 1434), monferrina dal 1253
- Chivasso (sede marchionale prima del 1434), monferrina dal X secolo al 1432
- Moncalvo (sede marchionale prima del 1434), monferrina dal X secolo
- Pontestura (sede marchionale prima del 1434), monferrina dal X secolo
- Trino (sede marchionale prima del 1434), monferrina dal X secolo
- Acqui Terme, monferrina dal 1345
- Alba, monferrina dal 1345
- Nizza Monferrato, monferrina dal 1264